# Mokelumne Hill
Mokelumne Hill és una concentració de població designada pel cens dels Estats Units a l'estat de Califòrnia. Segons el cens del 2000 tenia 774 habitants.

## Demografia
Segons el cens del 2000, Mokelumne Hill tenia 774 habitants, 340 habitatges, i 227 famílies. La densitat de població era de 97,3 habitants/km².
Dels 340 habitatges en un 24,1% hi vivien nens de menys de 18 anys, en un 48,8% hi vivien parelles casades, en un 13,5% dones solteres, i en un 33,2% no eren unitats familiars. En el 27,1% dels habitatges hi vivien persones soles l'11,2% de les quals corresponia a persones de 65 anys o més que vivien soles. El nombre mitjà de persones vivint en cada habitatge era de 2,28 i el nombre mitjà de persones que vivien en cada família era de 2,71.
Per edats la població es repartia de la següent manera: un 21,7% tenia menys de 18 anys, un 5,7% entre 18 i 24, un 21,6% entre 25 i 44, un 30,5% de 45 a 60 i un 20,5% 65 anys o més.
L'edat mediana era de 46 anys. Per cada 100 dones de 18 o més anys hi havia 89,4 homes.
La renda mediana per habitatge era de 35.526 $ i la renda mediana per família de 37.237 $. Els homes tenien una renda mediana de 36.382 $ mentre que les dones 25.385 $. La renda per capita de la població era de 17.281 $. Entorn del 3,7% de les famílies i el 7,7% de la població estaven per davall del llindar de pobresa.

## Poblacions més properes
El següent diagrama mostra les poblacions més properes.